# Stibara lateralis
Stibara lateralis là một loài bọ cánh cứng trong họ Cerambycidae.